# فردیناندسهوف
فردیناندسهوف (به آلمانی: Ferdinandshof) یک شهر در آلمان است که در فرپومرن-گرایفسوالد واقع شده‌است. فردیناندسهوف ۲٬۷۱۹ نفر جمعیت دارد.